# 奇塔尔
奇塔尔，是匈牙利诺格拉德州所辖的一个村。总面积16.85平方公里，总人口394，人口密度23.4人/平方公里（2011年1月1日）。